# Johann Philipp Sandberger
Johann Philipp Sandberger (* 18. Dezember 1783 in Weilburg; † 6. September 1844 ebenda) war ein deutscher Theologe (ev.), Naturwissenschaftler und Gymnasiallehrer.

## Leben
Johann war der Sohn des Stiftsverwalters Johann Georg Friedrich Sandberger. Er besuchte von 1791 bis 1800 das Gymnasium in Weilburg und studierte anschließend in Gießen Theologie. Um 1803 arbeitete er als Privatlehrer in Weilburg, ab 1807 bekleidete er den Posten eines Vikars und ab 1812 den eines Kollaborators am Gymnasium Weilburg. Im Jahre 1817 wechselte er als Prorektor des Pädagogiums nach Idstein, um 1820 auf die Position des Rektors am Pädagogium Dillenburg aufzurücken. 1827 wurde er Professor am Gymnasium Weilburg; in dieser Position wurde er 1837 pensioniert.
Die Geologen Fridolin von Sandberger und Guido Sandberger waren seine Söhne. Der Naturphilosoph und Regimentsauditeur Karl Heinrich Sandberger (1786–1841), der verschiedene Schriften zur Assyriologie publizierte, war sein Bruder.

## Wissenschaftliches Wirken
Sandberger gründete in seiner Heimatstadt Weilburg ein für die Zeit als vorbildlich geltendes naturhistorisches Museum. Teile seiner Sammlung befinden sich heute im Museum Wiesbaden.